# Gröblingen
Gröblingen ist ein Ortsteil von Sassenberg in Nordrhein-Westfalen. Bis 1969 war es eine eigenständige Landgemeinde, die zum Kreis Warendorf im Münsterland gehörte. In Gröblingen wohnen 695 Personen, davon 583 in Sassenberg, 112 in Warendorf (Stand: 6. Januar 2016).

## Lage
Gröblingen liegt etwa 2 km südwestlich des Zentrums von Sassenberg.
Topographisch lässt sich Gröblingen sehr genau auf der Weltkugel lokalisieren. Der 8. Längengrad östlicher Länge schneidet sich in Gröblingen mit dem 52. Breitengrad nördlicher Breite. Die Kreisstraße 51 verbindet mit der „Pferdestadt“ Warendorf und dem Spargeldorf Füchtorf.

## Geschichte
Besonderes Sehenswürdigkeit ist eine alte kleine Kapelle, die im Jahr 1688 als eine Muttergotteskapelle errichtet wurde. Es handelt sich um ein Gebäude aus dem Barock mit einem neuromanischen Anbau von 1904. Gestiftet wurde sie von dem Leinenhändler und Bürgermeister von Warendorf Heinrich Kleine (1630–1700), der in erster Ehe mit Getrudis Zurstrassen aus Warendorf verheiratet war. Das Wappen der Familie Zurstrassen befindet sich im Kirchenfenster der Kapelle von 1688 (heutige Sakristei) des Kirchenbaus von 1904. Auch die neuere Kirche hat ein Rosettenfenster mit der Wappen der Zurstrassens über dem Eingang. Dieses ist heraldisch erweitert durch das Wappen des belgischen Barons Louis Zurstrassen (1892–1971), der vom belgischen König Baudouin 1955 in den erblichen Adelstand erhoben wurde. Er stiftete das Fenster anlässlich der großzügigen Kirchrenovierung 1954/55.
Am 24. Juni 1969 bekam Sassenberg mit dem Gesetz zur Neugliederung von Gemeinden des Landkreises Warendorf das Recht, die Gemeinde Gröblingen in das Stadtgebiet aufzunehmen.

## Gemeindeleben
Einen festen Platz in Gröblingen haben die Schützengemeinde St. Hubertus Velsen-Gröblingen inklusive der Ehrengarde St. Hubertus, deren „stimmungsvolle“ Schützenfeste weitläufig bekannt sind. Hierzu gehören unter anderem ein Unterhaltungsprogramm für Kinder wie eine Zauberer-Vorführung und Konzerte der hospitierenden Blasorchester.
Die Katholische Landjugendbewegung Velsen-Gröblingen ist eine etablierte Größe für das Jugendleben der Landgemeinde. Gewöhnlich wird unter anderem ein Kart Race oder ein Public Viewing zu Fußballturnieren angeboten.

## Mandatsträger
Alfons Westhoff vertritt die Interessen Gröblingens im Rat, dem Haupt- und Finanzausschuss, im Infrastrukturausschuss, Betriebsausschuss für das Wasserwerk und das Abwasserwerk sowie im Sozial-, Jugend-, Kultur-, Sport- und Schulausschuss der Stadt Sassenberg.

## Denkmal
An die Toten und Vermissten des Ersten Weltkriegs sowie des Zweiten Weltkriegs erinnert ein Denkmal in der Nähe der Marienkapelle.

## Unterkunft
„Pension & Cafe zum Butterpatt“ bietet in direkter Lage zum Schützenplatz eine Unterkunft.

## Parklandschaft
Zu ausgiebigen Spaziergängen lädt die Gröblinger Parklandschaft ein. Die Hessel durchquert die Landschaft in Ost-West-Richtung.